# A Long Day's Night
A Long Day's Night es un álbum en directo de Blue Öyster Cult, lanzado en 2002 por Sanctuary Records.
El título del álbum (La noche de un largo día) alude al solsticio de verano en el hemisferio norte (21 de junio), fecha de grabación del mismo, llevada a cabo durante un concierto en la ciudad de Chicago, EE. UU.
El concierto también fue lanzado en formato DVD bajo el mismo título, aunque conteniendo 6 canciones más que el CD de audio.
En 2004 una versión reducida de 10 temas de este disco fue editada como Extended Versions: The Encore Collection.

## Lista de canciones CD
1. "Stairway to the Stars" (Richard Meltzer, Albert Bouchard, Donald Roeser) – 3:53
2. "Burnin' for You" (Donald Roeser, Richard Meltzer) – 4:39
3. "O.D.'d on Life Itself" (Eric Bloom, Albert Bouchard, Joe Bouchard, Sandy Pearlman) – 4:41
4. "Dance on Stilts" (John Shirley, Donald Roeser) – 5:49
5. "Buck's Boogie" (Donald Roeser) – 6:26
6. "Mistress of the Salmon Salt (Quicklime Girl)" (Albert Bouchard, Sandy Pearlman) – 4:58
7. "Harvest Moon" (Donald Roeser) – 4:42
8. "Astronomy" (Joe Bouchard, Albert Bouchard, Sandy Pearlman) – 10:19
9. "Cities on Flame with Rock and Roll" (Sandy Pearlman, Donald Roeser, Albert Bouchard) – 5:53
10. "Perfect Water" (Donald Roeser, Jim Carroll) – 5:22
11. "Lips in the Hills" (Donald Roeser, Eric Bloom, Richard Meltzer) – 4:22
12. "Godzilla" (Donald Roeser) – 8:44
13. "(Don't Fear) The Reaper" (Donald Roeser) – 8:14

## Lista de canciones DVD
1. "Stairway to the Stars"
2. "Burnin' for You"
3. "O.D.'d on Life Itself"
4. "E.T.I. (Extra Terrestrial Intelligence)"
5. "Dance on Stilts"
6. "Harvester of Eyes"
7. "Buck's Boogie"
8. "Mistress of the Salmon Salt (Quicklime Girl)"
9. "Flaming Telepaths"
10. "Harvest Moon"
11. "Then Came the Last Days of May"
12. "Cities on Flame with Rock and Roll"
13. "ME 262"
14. "Perfect Water"
15. "Lips in the Hills"
16. "Godzilla"
17. "(Don't Fear) The Reaper"
18. "Dominance and Submission"
19. "The Red and the Black"

## Personal
- Eric Bloom – voz, guitarra, teclados
- Allen Lanier – teclados, guitarra
- Buck Dharma (Donald Roeser) – guitarra, voz
- Danny Miranda – bajo, voz
- Bobby Rondinelli – batería, percusión